# Ахмед Махфуз Омар
Ахмед Махфуз Омар (араб. أحمد محفوظ عمر; 1936, Аден — 27 січня 2024) — єменський письменник-прозаїк; вважається одним із засновників єменської літератури.

## З життєпису
Народився в родині теслі, трудову діяльність розпочав у 10-річному віці.
Був співзасновником Спілки письменників Ємену.

## З доробку
У єменську літературу ввійшов у 1956 році, коли надруковане в газеті Al-Nahdah оповідання 20-річного Ахмеда Махфуза Омара «Годувальниця» отримало першу премію.
Автор 4-х збірок оповідань (1960, 1974, 1978, 1980). 
Як письменник відомий своїми оповіданнями та новелами, які відображають складну соціально-психологічну обстановку в соціумі Південного Ємену 1960-70-х років.
Переклади новел А. Махфуза Омара виходили російською та італійською.